# Ehrnfried Nyberg
Ehrnfried Reinhold Valdemar Nyberg, född 13 juli 1869 i Sala stadsförsamling, död 9 augusti 1942 i Engelbrekts församling, var en svensk boktryckare och typograf.
Efter avslutad skolgång började Ehrnfried Nyberg i boktryckarlära. Han uppvisade god känsla för typografin. På 1910-talet drev Nyberg en egen rörelse och samarbetade då med Nordiska förlaget och gav ut de så kallade 25-öresböckerna som blev en stor succé. Under första världskriget steg priser och han fick besvärlig konkurrens så han tvingades att lägga ned sin rörelse. 1920 började han arbeta hos Victor Petterson som teknisk och konstnärlig ledare. Här skapade många ur typografisk synpunkt förnämliga verk, såsom Gustav V:s bibel och Sveriges riddarhus.
Ehrnfried Nyberg är begravd på Norra begravningsplatsen med sin fru Hermance Florentina Sofia Kristina född Martinsson.